# Уилсон-Рейболд, Джоди
Джоди Уилсон-Рейболд (родилась 23 марта 1971 года) — канадский политик и член парламента от избирательного округа «Ванкувер Гранвилл». Происходит из народностей квакиутл. Она была приведена к присяге в качестве Министра юстиции Канады 4 ноября 2015 года и стала первым представителем коренных народностей, назначенным на эту должность.

## Биография
В 1996 году получила степень бакалавра искусств по специальности политология и история в Викторианском университете. Затем Уилсон-Рейболд получила диплом юриста в Университете Британской Колумбии. В 2008 году вышла замуж за Тима Рейбоулда, социального антрополога и консультанта по вопросам коренных народов.
Работала министром юстиции до 14 января 2019 года. 14 января стала министром по делам ветеранов.
12 февраля 2019 года ушла в отставку с поста министра по делам ветеранов.
Исключена из фракции в связи с делом СНК-Лаваллен 2 апреля 2019 года.
На выборах в парламент в октябре 2019 года баллотировалась как независимый кандидат и была снова избрана в Палату общин. В июле 2021 года Уилсон-Рейболд сообщила, что не будет участвовать в следующих федеральных выборах.